# Themes From William Blake's The Marriage of Heaven and Hell
Themes From William Blake's The Marriage of Heaven and Hell är det fjärde fullängds studioalbumet av det norska black metal-bandet Ulver. Albumet utgavs som en dubbel-CD 1998 av skivbolaget Jester Records.

## Låtförteckning
CD 1
1. "The Argument Plate 2" – 4:03
2. "Plate 3" – 2:48
3. "Plate 3 Following" – 1:33
4. "The Voice of the Devil Plate 4" – 2:49
5. "Plates 5-6" – 2:31
6. "A Memorable Fancy Plates 6-7" – 4:24
7. "Proverbs of Hell Plates 7-10" – 9:06
8. "Plate 11" – 2:01
9. "Intro" – 3:26
10. "A Memorable Fancy Plates 12-13" – 5:59
11. "Plate 14" – 2:08
12. "A Memorable Fancy Plate 15" – 4:51
13. "Plates 16-17" – 3:17

CD 2
1. "A Memorable Fancy Plates 17-20" – 11:23
2. "Intro" – 2:27
3. "Plates 21-22" – 3:11
4. "A Memorable Fancy Plates 22-24" – 4:50
5. "Intro" – 3:59
6. "A Song of Liberty Plates 25-27" – 26:23

- Text: William Blake
- Musik: Ulver

## Medverkande
Musiker (Ulver-medlemmar)
- Trickster G. (Kristoffer Rygg) – sång
- Håvard Jørgensen – gitarr
- Erik Olivier Lancelot – trummor
- Hugh Stephen James Mingay – basgitarr
- Tore Ylwizaker (Tore Ylvisaker) – programmering

Bidragande musiker
- Knut Magne Valle – elektronik
- Stine Grytøyr – sång
- Falch (Fredrik Johannessen) – vinylscratching
- Ihsahn (Vegard Sverre Tveitan) – sång
- Samoth (Tomas Thormodsæter) – sång
- Fenriz (Gylve Fenris Nagell) – sång

Produktion
- Trickster G. – producent, ljudtekniker, ljudmix
- Tore Ylwizaker – producent, ljudtekniker, ljudmix
- Knut Magne Valle – producent, ljudtekniker
- Børge Finstad – ljudmix
- Audun Strype – mastering
- Lamin Nilsen Chorr – omslagsdesign